# کاربید تانتالوم
تانتال کاربید (به انگلیسی: Tantalum carbide) یا کاربید تانتالوم با فرمول شیمیایی TaCx یک ترکیب شیمیایی است. کاربیدهای تانتال، خانواده‌ای دوتایی از تانتال و کربن را با فرمول تجربی TaCx تشکیل می‌دهند که معمولا x بین 0.4 تا 1 متغیر است.این مواد به شدت سخت، ترد و مواد سرامیکی دیرگداز با رسانایی الکتریکی هستند. شکل ظاهری این ترکیب به صورت پودر قهوه‌ای-خاکستری بی‌بو است که معمولا توسط زینترینگ فرآوری می‌شوند.
نقطه ذوب کاربید‌‌ های تانتالوم   3880 درجه سانتی گراد (بیشترین مقدار) بسته به خلوص و شرایط اندازه گیری است، این مقدار میان بالاترین‌ها برای ترکیبات دوتایی است.

این ماده دیرگداز و بهبود دهنده نقشی مهم را در کاربیدهای سرامیکی بازی می‌کند.
خواص آلیاژها را به وسیله‌ی بهتر کردن ساختار فیبری و استحاله فازی سینتیکی، افزایش استحکام آلیاژ،پایدار کردن فاز و قابلیت فرآوری آن بهبود می‌بخشد.
این تانتال کاربیدها ممکن است نقطه ذوبی کمی بالاتر در حدود 3942 درجه سانتی‌گراد داشته باشند.

## کاربرد ها
1.دیرگداز فوق دمای بالاست  که کاربرد های دیرگدازی مختلفی از خود نشان می‌دهد.در دسته سرامیک های فوق دمای بالا (UHTC) قرار می‌گیرد.
2. معمولاً به کاربید تنگستن و کبالت در حین فرآیند سایش مکانیکی اضافه می‌شود تا خواص فیزیکی ساختار زینتر را بهبود ببخشد. همچنین نقش ممانعت کننده در مقابل رشد دانه برای جلوگیری از تشکیل دانه های بزرگ را بازی می کند از این رو باعث تولید ماده با سختی بهینه می شود.
3. به عنوان پوششی برای قالب های فولادی در فرایند قالب تزریقی آلیاژهای آلومینیوم استفاده می شود.
4. تانتال کاربید در تولید ابزار تیز با مقاومت مکانیکی و سختی فوق‌العاده و برای تیغه‌های برش در ابزار برش استفاده می‌شود.
5. در سیستم حفاظت حرارتی در وسایل نقلیه با سرعت بالا یا صنایع هوافضا و به عنوان محفظه سوخت در محیط‌های فوق حرارتی در راکتورهای هسته ای استفاده می شود.
6. از موارد دیگر به تسلیحات ضدگلوله، باتری‌ها، اجزای الکترونیکی و تجهیزات شیمیایی می‌توان اشاره کرد.
7. افزودن تانتال کاربید به مواد کامپوزیتی کربن کربن منجر به کاهش شرایط انبساط حرارتی شده و باعث افزایش مقاومت به اکسیداسیون و مقاومت سایشی فلزات دیرگداز می‌شود.

## آماده سازی
پودرها و ویسکرهای کاربید تانتالوم به روش‌های احیای کربوترمال، پلاسمای حرارتی، سل ژل، حرارت مایکروویو، احیای آلکالی، سنتز دمای بالای خود تکثیری (SHS) و  زینتر‌ حرارتی القایی فرکانس بالا تولید می‌شوند.
در یکی از این روش ها پودرهای TaCx ترکیبات مطلوب به وسیله حرارت دهی یک مخلوط پودرهای تانتالوم و گرافیت در خلاء  یا اتمسفر گاز خنثی (آرگون) ساخته می شوند.این حرارت در یک دمای حدود 2000 با استفاده از کوره یا یک سیستم ذوب قوس ایجاد می شود.یک روش متداول فرآیند احیاء (Reduction) تانتالوم پنتوکسید به وسیله کربن در اتمسفر خلاء یا هیدروژن در دمای 1500 تا 1700 است. این روش برای مشاهده تانتال کاربید در 1876 استفاده می شد اما کمبودهای آن استوکیومتری محصول را کنترل می کند. 
تولید TaC به طور مستقیم از عناصر به صورت عدد تکثیری (self propagation) در میان سنتز دمای بالا گزارش شده است.
- ترکیب شیمیایی
- نام‌گذاری اتحادیه بین‌المللی شیمی محض و کاربردی

## ساختمان کریستالی
ترکیبات TaCx یک ساختار کریستالی مکعبی (سنگ نمک) برای X= 0.7 _ 1.0 دارند. پارامتر شبکه با  X افزایش پیدا می‌کند.
ماده TaC0.5 دو شکل کریستالی اصلی دارد. گونه پایدارتر آن یک ساختار تریگونال از نوع آنتی یدید کادمیوم است که در دمای بالای ۲۰۰۰ درجه سانتی‌گراد به هگزاگونال و بدون نظم بلند دامنه برای اتم های کربن، تغییر شکل می دهد.
| فرمول   | ساختار    | نوع       | نماد پیرسون | Space group | شماره | Z  | چگالی (g/cm3) | (a (nm | (c (nm |
| ------- | --------- | --------- | ----------- | ----------- | ----- | -- | ------------- | ------ | ------ |
| TaC     | Cubic     | NaCl      | cF8         | Fm۳m        | 225   | 4  | 14.6          | 0.4427 |        |
| TaC0.75 | Trigonal  |           | hR24        | R۳m         | 166   | 12 | 15.01         | 0.3116 | 3      |
| TaC0.5  | Trigonal  | anti-CdI2 | hP3         | P۳m1        | 164   | 1  | 15.08         | 0.3103 | 0.4938 |
| TaC0.5  | Hexagonal |           | hP4         | P63/mmc     | 194   | 2  | 15.03         | 0.3105 | 0.4935 |

(در جدول )  Z تعداد واحدهای فرمول بر هر سلول واحد است. {\displaystyle \rho } چگالی محاسبه شده از پارامتر شبکه است.

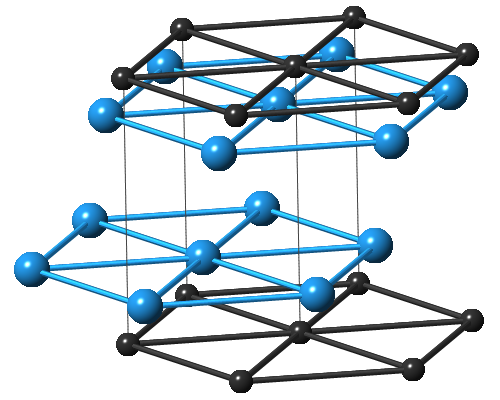
β-TaC_{0.5 با سلول واحد؛ رنگ آبی تانتالوم است.}

## خواص
پیوند بین اتمهای تانتالوم و کربن در تانتال کاربید یک مخلوط پیچیده از تلفیق یونی، فلزی و کوالانت است و به خاطر جزء کووالانت قوی این کاربیدها موادی بسیار سخت و ترد هستند.برای مثال، TaC میکروسختی  1600 _ 2000 kg/mm²  معادل با 9 mohs  (فقط الماس از آن سخت تر است) و مدول الاستیک  285 GPa دارد ، در جایی که این مقادیر برای خود تانتالوم  110 kg/mm² و 186 GPa است.
سختی، تنش تسلیم و تنش برشی با مقدار کربن در TaCx افزایش می یابد. کاربردهای تانتالوم رسانایی الکتریکی فلزی دارند که هر دوی آنها به بزرگی مقدار و دما بستگی دارند. TaC یک ابر رسانا با دمای انتقال نسبتاً بالای  Tc=10.35 K است.
بیشترین مقاومت دیرگدازی برای تانتال کاربید  است.
تنها ماده‌ای است که خواص مکانیکی مشخصی را در دمای ۲۹۰۰ درجه سانتی‌گراد تا ۳۲۰۰ درجه  سانتی گراد نگه می دارد و باقی می ماند، با این وجود نقص آن حساسیت زیاد به شوک حرارتی، رسانایی حرارتی پایین و ضریب انبساط حرارتی بالای آن است که باعث محدود شدن در استفاده های هوا فضا شده است.